# Gheorghiu Mihnea
Gheorghiu Mihnea (Bucarest, 5 de maig de 1919 - 11 de desembre de 2011) va ser un escriptor i guionista romanès, membre de l'Acadèmia Romanesa des de 1996.

## Biografia
Fill d'un antiquari, va estudiar secundària a Craiova i el 1947 es va doctorar en literatura i filosofia a la Universitat de Bucarest. El 1937 va debutar com a escriptor i va publicar els seus primers poemes als reculls Anna-Mad (1942) i Ultimul peisaj al orașului cenușiu (El darrer paisatge de la ciutat grisa, 1943). Va continuar l'especialització a França, Itàlia, el Regne Unit i els EUA. El 1964 es va convertir en docent.
Va escriure novel·les d'assaig sobre Dimitrie Cantemir: Două ambasade i Enigma din strada presei. També va traduir William Shakespeare i Gabriel García Márquez al romanès. Simpatitzant del Partit Comunista Romanès, fou redactor en cap del diari Scânteia del tineretului (1944-1946). Del 1961 al 1963 també va dirigir la revista Secolul 21.
Ha escrit drames històrics representats als teatres romanesos, com Tudor din Vladimiri, Istorii dramatice, Zodia taurului, Patetica ’77, així com guions de cinema. També va escriure estudis i assaigs de crítica i història de la cultura reunits en els volums Modalitatea conformistă a artei, Orientări în literatura străină, Scene din viața lui Shakespeare, Scrisori din imediata apropiere.
Ha estat membre de la Unió d'Escriptors Romanesos, de la Unió de Cineastes Romanesos (UCIN), de l'Acadèmia de la Història de Caracas, l'Associació Internacional Shakespeare, i de l'Acadèmia de Ciències de Nova York.

## Literatura
- Anna-Mad, Bucurest, 1942;
- Ultimul peisaj al orasului cenusiu: poem-reportaj, Bucuresti, 1946;
- Culisele diplomatiei americane si legea Taft-Hartley, Bucuresti, Editura Cartea Romaneasca, 1948;
- Modalitatea conformista a dramei. Orientari in teatrul contemporan. Bucuresti, 1948;
- Primavara in Valea Jiului. Doua poeme. Bucuresti, 1949;
- Intimplari din marea rascoala. Bucuresti, 1953;
- Antologia poeziei sovietice, resp. Vladimir Colin ; Mihu Dragomir, Mihnea Gheorghiu, Al. Philippide si Petre Solomon. Bucuresti, Cartea Rusa, 1955;
- Tudor din Vladimiri: evocare dramatica în cinci acte (sase tablouri). Bucuresti, 1955;
- Ucenicia carturarului. Bucuresti, 1955;
- Walt Whitman, Bucuresti, 1955;
- Balade, Bucuresti, 1956;
- Doua ambasade. Bucuresti, 1958
- Orientari în literatura straina: Byron, Cervantes, Cooper, Dickens, Dreiser, Fielding, Lorca, Miller, O'Neill, Poe, Sagan, Shaw, Shakespeare, Swift, Twain, Whitman, Bucuresti, 1958;
- Scene din viata lui Shakespeare, pref. de F. Hardy, postfata de O. Trilling, Bucuresti, 1958 (ed. II, pref. de A. Anikst, 1960; ed. III, cuvint inainte de T. Vianu. 1964; ed. noua. 1968); versiunea in limba spaniola - Escenas de la Vida de Shakespeare - aparuta la Editura: Nacional, 1971;
- Dionysos: eseuri lirice, Bucuresti, 1969;
- Scrisori din imediata apropiere. Bucuresti, 1971;
- Scene din viata publica, Craiova, 1972;
- Zodia Taurului, reportatge dramàtic en tres parts, Bucuresti, 1972;
- Ultimul peisaj, retrospectiva poètica, Craiova, 1974;
- Unul din doi: 1601 - Capul, 1821 - Zodia Taurului, Bucuresti, 1975;
- Istorii dramatice. Bucuresti, 1977;
- Antologia poeziei americane, alc. de Ion Caraion ; poesies de: Ion Caraion, Vasile Nicolescu, Mihnea Gheorghiu ... ; note bio-bibliografice de Petre Solomon. Bucuresti, Univers, 1979;
- 5 lumi ca spectacol (Teatre comentat), Bucuresti, 1980;
- Flori de tutun. Bucuresti. 1984;
- Enigma din Strada Presei, Bucuresti, Editura Cartea Romaneasca, 1988;
- Muschetarul lui Cantemir, Bucuresti, Editura Albatros, 1990
- Cele doua roze - povestiri dupa W. Shakespeare, Bucuresti, Editura Prietenii cartii, 1994;
- Fierul si Aurul, Burebista - scenariu cinematografic, Editura: Intact, Colectia: Centenarul cinematografului romanesc, 1999.

## Guions de cinema
- 1961: Porto-Franco de Paul Călinescu basat en una novel·la de Jean Bart
- 1962: Tudor de Lucian Bratu
- 1966: Zodia Fecioarei de Manole Marcus
- 1972: Padurea pierduta d'Andrei Blaier
- 1973: Dimitrie Cantemir de Gheorghe Vitanidis
- 1975: Hyperion de Mircea Veroiu
- 1978: Tanase Scatiu de Dan Pița sobre el conte de Duiliu Zamfirescu
- 1980: Burebista de Gheorghe Vitanidis